# Арьев, Александр Леонидович
Александр Леонидович Арьев (род. 6 декабря 1954, Мурманск) — российский учёный, доктор медицинских наук, профессор. 

## Биография
Александр Леонидович Арьев родился 6 декабря 1954 года в Мурманске.
В 1978 году окончил лечебный̆ факультет 1-го Ленинградского медицинского института и начал свою профессиональную деятельность с должности врача в бригаде интенсивной терапии скорой помощи.
С 1982 года по настоящее время Александр Леонидович работает в СЗГМУ им. И. И. Мечникова (ранее — ЛенГИДУВ, СПбМАПО).
В 1987 году защитил кандидатскую диссертацию на тему «Клинико-функциональное обоснование доступности физической нагрузки больным хроническим гломерулонефритом».
В 1998 году защитил докторскую диссертацию «Прогноз и медико-социальная экспертиза у молодых мужчин с первичным гломерулонефритом».
Арьев является основоположником нагрузочных функциональных тестов с физической нагрузкой в нефрологии; автором современных принципов медико-социальной экспертизы нефрологических больных; родоначальником геронтонефрологии и геронтостоматологии в Санкт-Петербурге и становлении этих направлений медицины, как самостоятельных дисциплин.
Александр Леонидович внёс значительный вклад в становление и развитие гериатрической службы в России.
В 1995—2000 годах был организатором и координатором российско-американского непрерывного последипломного образования по нефрологии в Санкт-Петербурге.
С 1997 по 2008 год был заведующим кафедрой геронтологии и гериатрии Санкт-петербургской медицинской академии, затем стал заместителем заведующего кафедрой.
Под его научным руководством подготовлены и защищены 13 кандидатских и 5 докторских диссертаций.
Член четырёх редакционных коллегий: «Нефрология», «Успехи геронтологии», «Бюллетень Санкт-Петербургской ассоциации врачей-терапевтов», учёный-секретарь «Вестника Геронтологического общества Российской Академии наук».

## Семья
Женат, жена — врач, хирург-стоматолог, гериатр, кандидат медицинских наук, доцент. Дочь Александра также пошла по стопам отца, окончив Первый СПбГМУ им. акад. И. П. Павлова и Парижский университет Сорбонны. Сын окончил РГПУ им. А. И. Герцена, юрист.
Александр Леонидович – представитель 4-го поколения врачебной династии:
- Отец – Л. М. Арьев – полковник медицинской службы, главный патологоанатом Ленинградского военного округа, начальник патологоанатомического отделения 442 Окружного военного госпиталя.
- Мать – Л. П. Арьева – педагог и клиницист, доцент кафедры пропедевтики внутренних болезней (в дальнейшем госпитальной терапии) 1 ЛМИ им. акад. И. П. Павлова.
- Дед – М. Я. Арьев – кардиолог, доктор медицинских наук, профессор, до войны возглавлявший кафедру терапии №1 ЛенГИДУВа.
- Бабушка – Р. И. Арьева – получила высшее образование во Франции (Сорбонна), работала стоматологом в Ленинграде.
- Прабабушка была представительницей первого набора из 50 женщин дворянского сословия России, которым впервые в 1872 году было дано право на получение высшего медицинского образования.
- Двоюродный дед – Т. Я. Арьев, генерал-лейтенант медицинской службы, основоположник лечения термических поражений: ожогов и обморожений, основатель первой в мире кафедры термических поражений в Ленинградской Военно-медицинской академии им. С. М. Кирова.
- Дед (по материнской линии) – Нежданов П. М. – полковник Советской армии, награжден орденами Ленина, двумя орденами Красного знамени, орденом Отечественной войны, орденом Дружбы народов, Орденом Красной звезды, медалями.

## Избранные научные публикации
Автор более 450 научных публикаций, среди которых:
- Школа гериатра. - СПб. : СПбМАПО, 1999 - 20 см. - (Последипломное медицинское образование / МАПО). 2: Нестероидные противовоспалительные препараты в гериатрии / А. Л. Арьев, Л. М. Селезнёва. - СПб. : СПбМАПО, 2000. - 46, [2] с. : табл.; 20 см.
- Фармакотерапия в гериатрической практике  : руководство для врачей / [Кантемирова Раиса Кантемировна, Чернобай Владилена Григорьевна, Арьев Александр Леонидович, Дзахова Светлана Дмитриевна]. - Санкт-Петербург : СпецЛит, 2010. - 158, [1] с. : ил., табл.; 20 см.; ISBN 978-5-299-00388-8 : 2000 экз.
- Фармакотерапия в гериатрической практике [Текст] : руководство для врачей / [Кантемирова Раиса Кантемировна, Чернобай Владилена Григорьевна, Арьев Александр Леонидович, Дзахова Светлана Дмитриевна]. - Санкт-Петербург : СпецЛит, 2010. - 158, [1] с. : ил., табл.; 20 см.; ISBN 978-5-299-00388-8 : 2000 экз.
- Сахарный диабет у пожилых [Текст] : учебное пособие / М. М. Шарипова, А. Л. Арьев. - Санкт-Петербург : Изд-во СПбМАПО, 2010. - 27 с.; 21 см. - (Последипломное медицинское образование / МАПО).
- Тубулоинтерстициальный нефрит [Текст] : учебное пособие / А. Л. Арьев ; Министерство здравоохранения Российской Федерации, Федеральное государственное бюджетное образовательное учреждение высшего образования "Северо-Западный государственный медицинский университет имени И. И. Мечникова" Министерства здравоохранения Российской Федерации, Кафедра гериатрии, пропедевтики управления в сестринской деятельности. - Санкт-Петербург : Изд-во СЗГМУ им. И. И. Мечникова, 2018. - 47 с. : табл.; 20 см.
- Хроническая болезнь почек [Текст] : учебное пособие / А. Л. Арьев ; Министерство здравоохранения Российской Федерации, Федеральное государственное бюджетное образовательное учреждение высшего образования "Северо-Западный государственный медицинский университет имени И. И. Мечникова" Министерства здравоохранения Российской Федерации, Кафедра гериатрии, пропедевтики и управления в сестринской деятельности. - Санкт-Петербург : Изд-во СЗГМУ им. И. И. Мечникова, 2018. - 43 с. : ил., табл.; 20 см.
- Arkhipova N. S., Ariev A. L., Popova E. K., Grigorieva L. V., Kozina L. S. Association of Polymorphism of Angiotensin Converting Enzyme Gene I/D and D442g Cholesterol Ester Transfer Protein Gene with Risk Factors for Atherosclerosis among Elderly and Senile patients with Coronary Heart Disease in the Republic of Sakha (Yakutia).- Advances in Gerontology, 2013, Vol. 3, No. 4, pp. 277–281.
- Ariev A. L., Kunitskaya N. A., Kozina L. S. New data on gout and hyperuricemia: Incidence rates, risk factors and aging-associated manifestations.- Advances in Gerontology, 2013, Vol. 3, Issue 2, pp 138–141.
- Арьев А. Л., Рябова Т. С. Морфологическая характеристика IgA-нефропатии в возрастном аспекте.- Успехи геронтологии. - 2010. - Т. 23, N 4. - С. 657 – 664.
- Арьев А. Л., Овсянникова Н. А, Жулев Н. М. Цереброкардиоренальный синдром – новая концепция в гериатрии. – Успехи геронтологии. - 2010. - Том 23, N 4. - С. 579 – 587
- Кантемирова Р. К., Чернобай В. Г., Арьев А. Л., Дзахова С. Д. Фармакотерапия в гериатрической практике. Руководство  для врачей. – СПб, Спецлит, 2010. – 160 с. ISBN 978-5-299-00388-8